# Najmniejsze miasto Polski

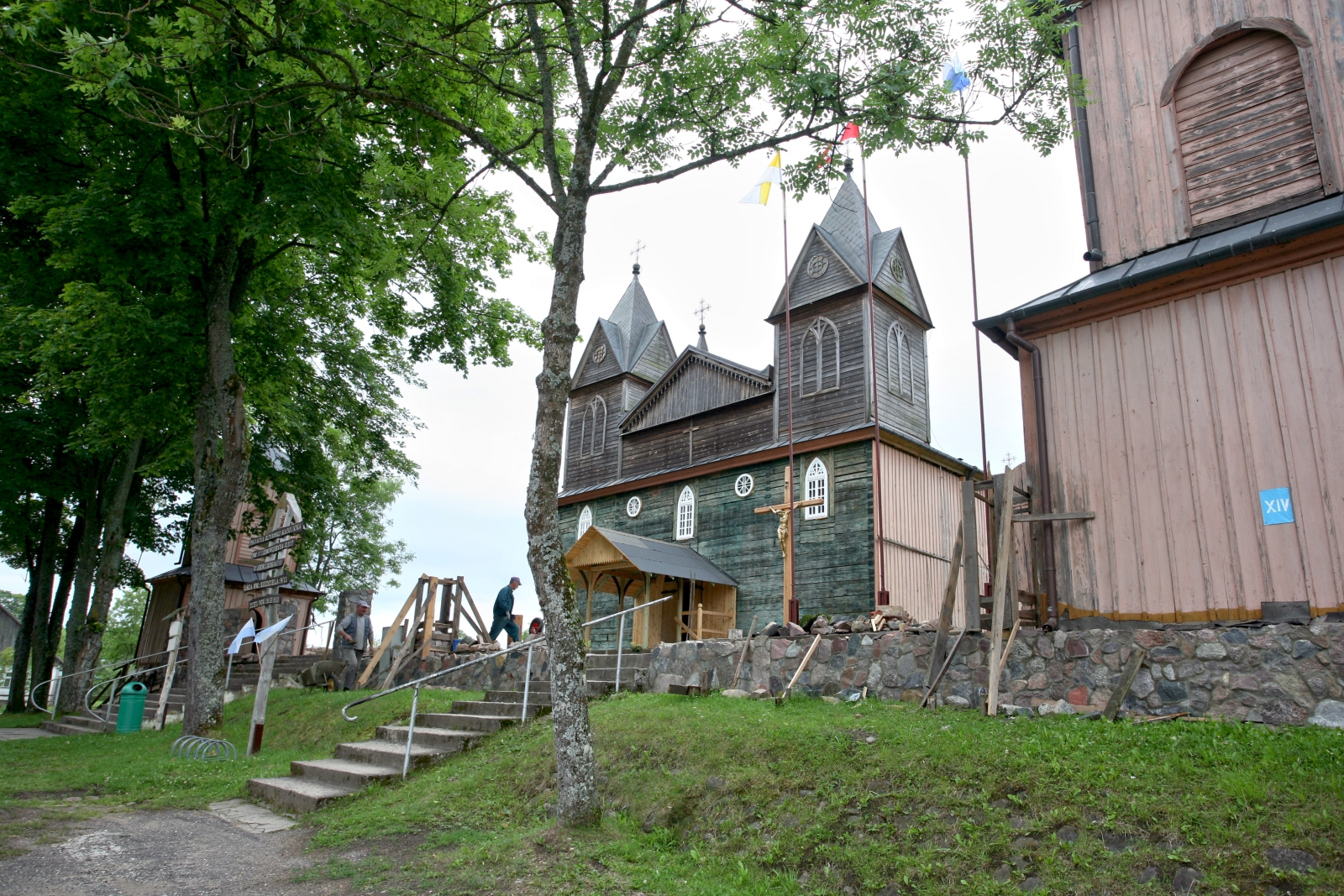
Berżniki – najmniejsze miasto w Księstwie Warszawskim w granicach z 1807–09

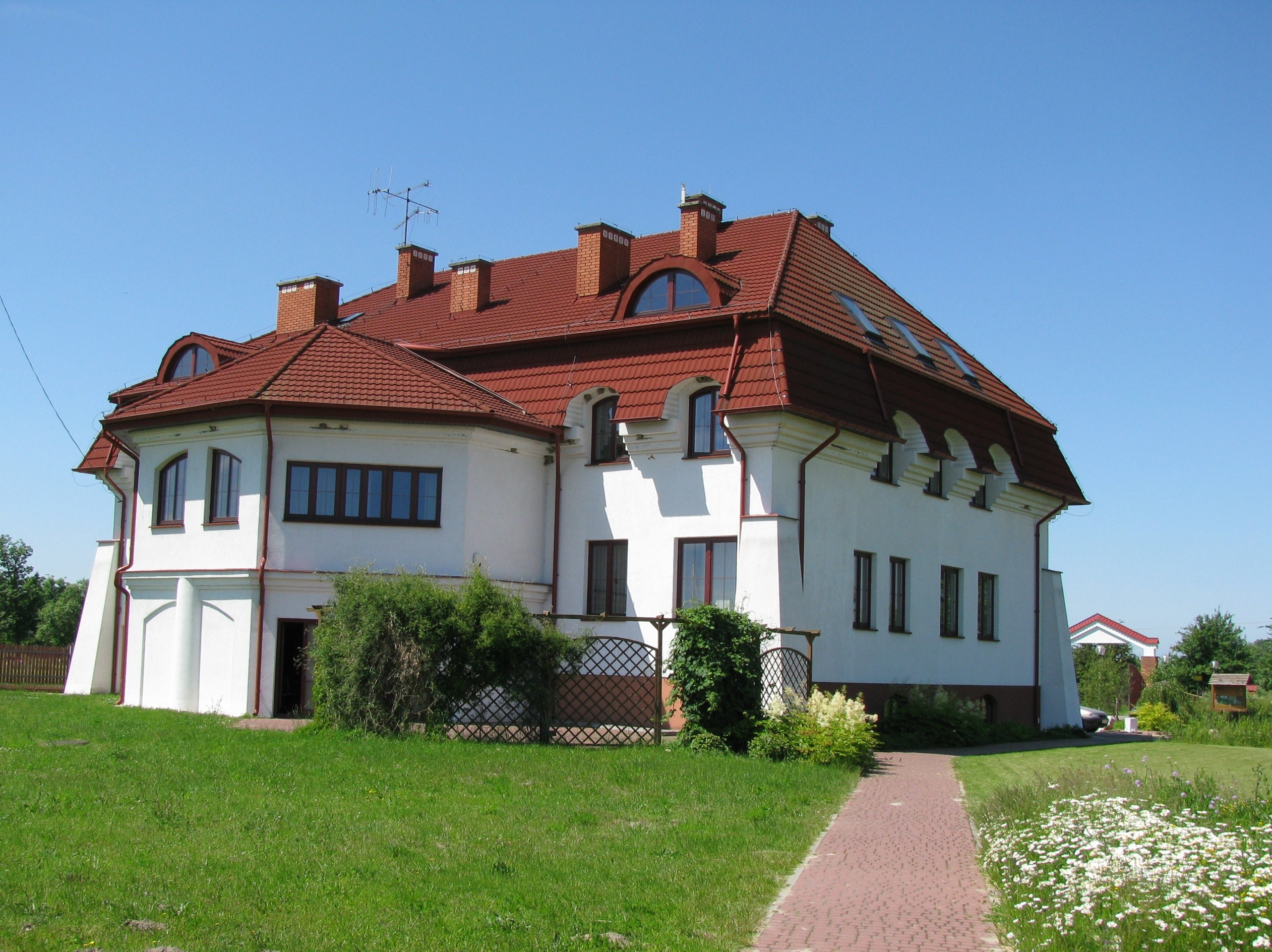
Urszulin – najmniejsze miasto w Księstwie Warszawskim w granicach z 1810–15

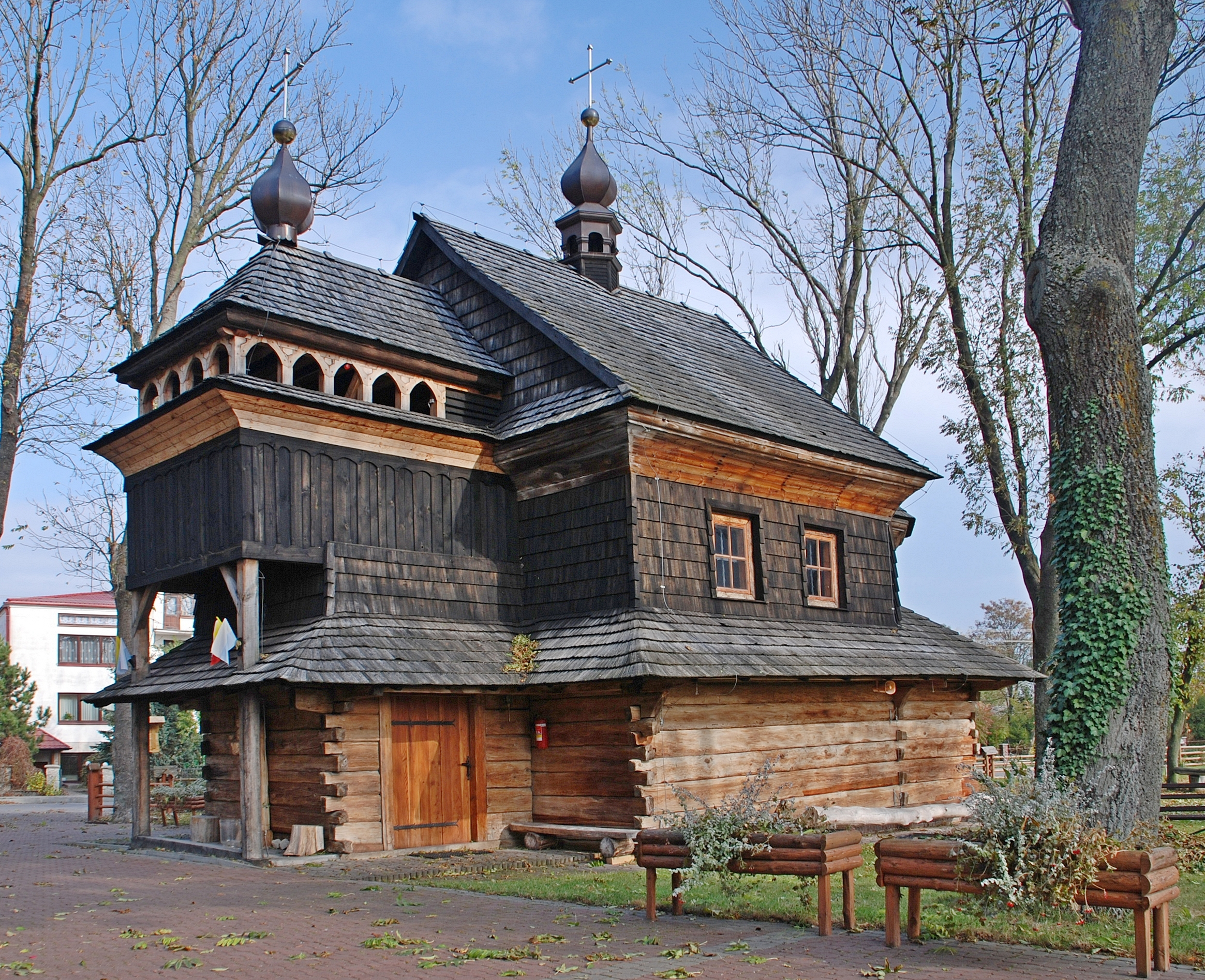
Jarczów – najmniejsze miasto w Królestwie Kongresowym

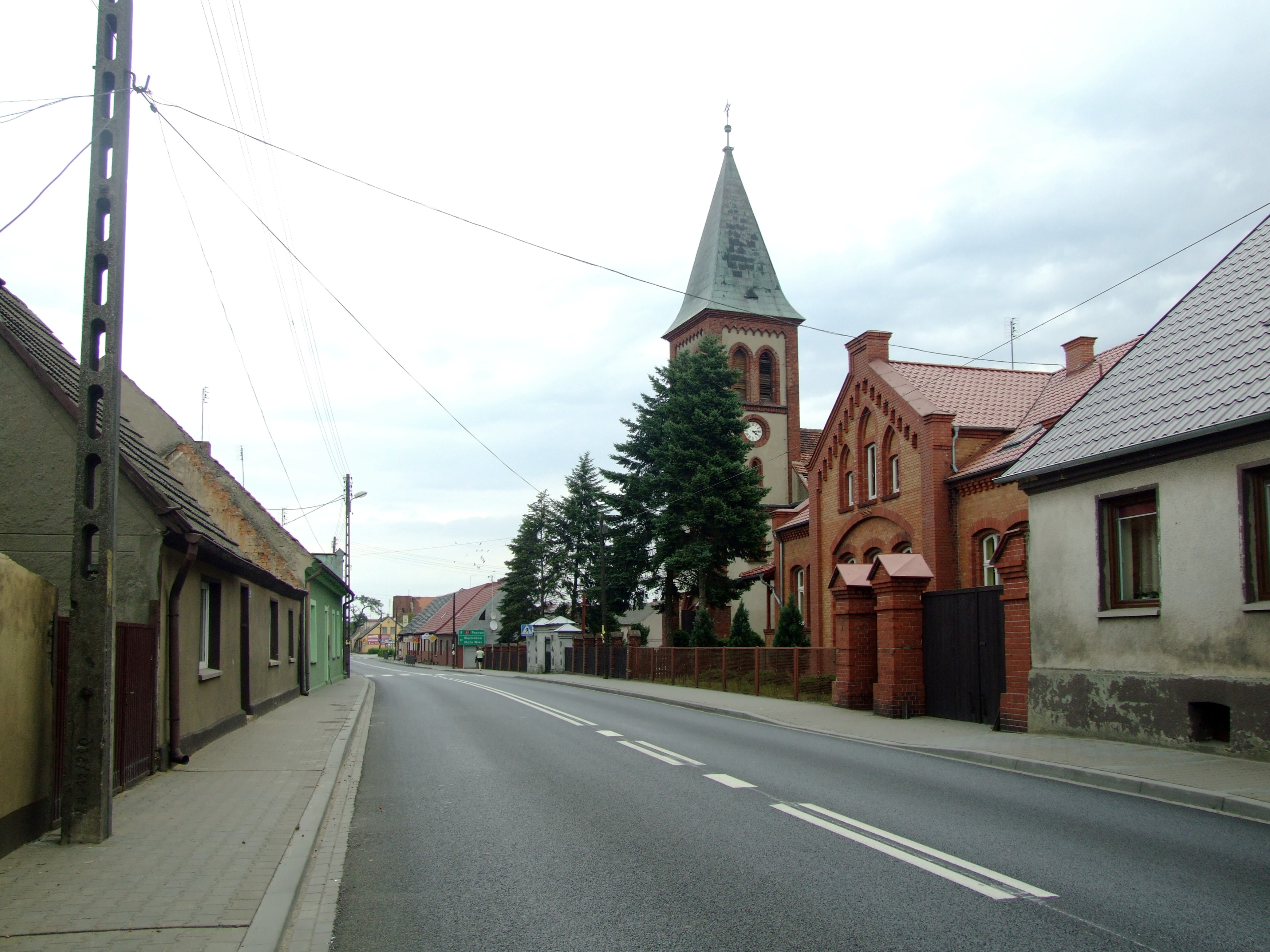
Kopanica – najmniejsze miasto II RP do reformy 1933/1934

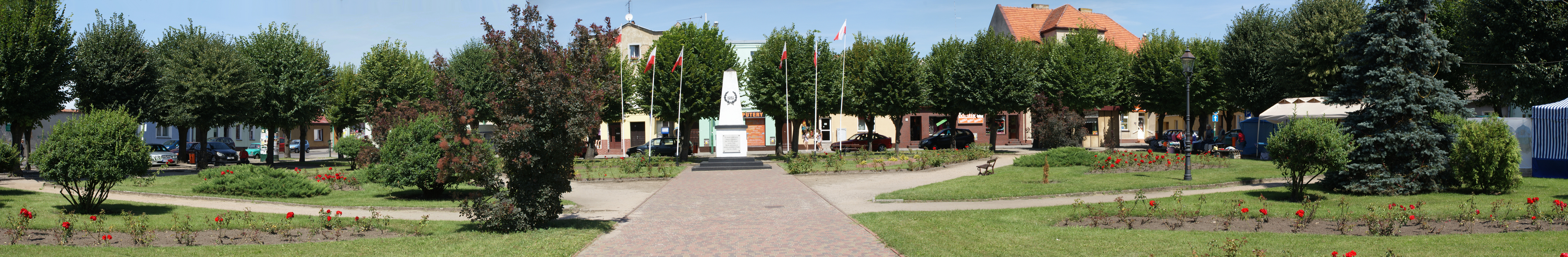
Książ Wielkopolski – najmniejsze miasto Polski międzywojennej po reformie 1933/1934

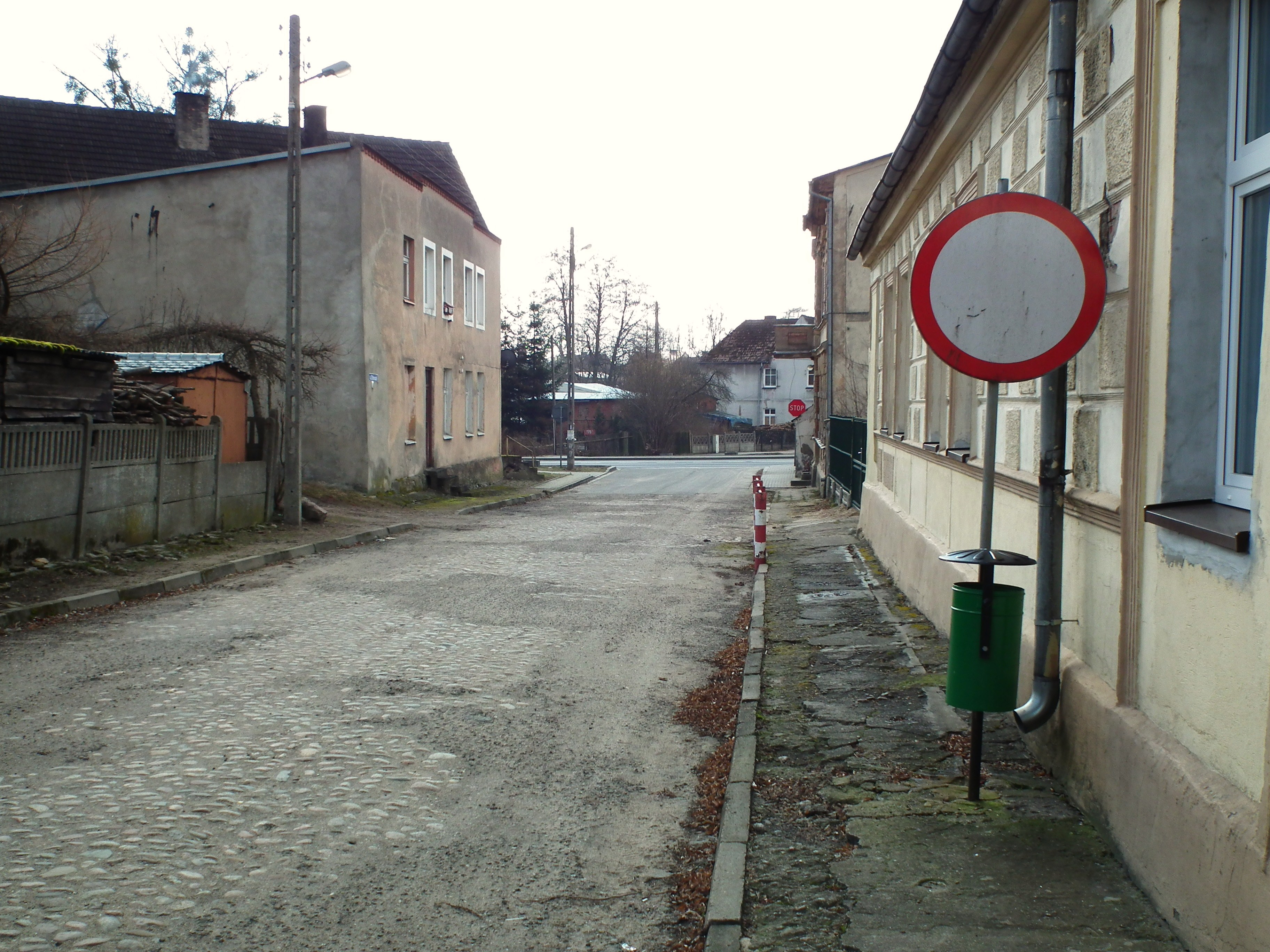
Lędyczek – najmniejsze miasto Polski powojennej do reformy 1973

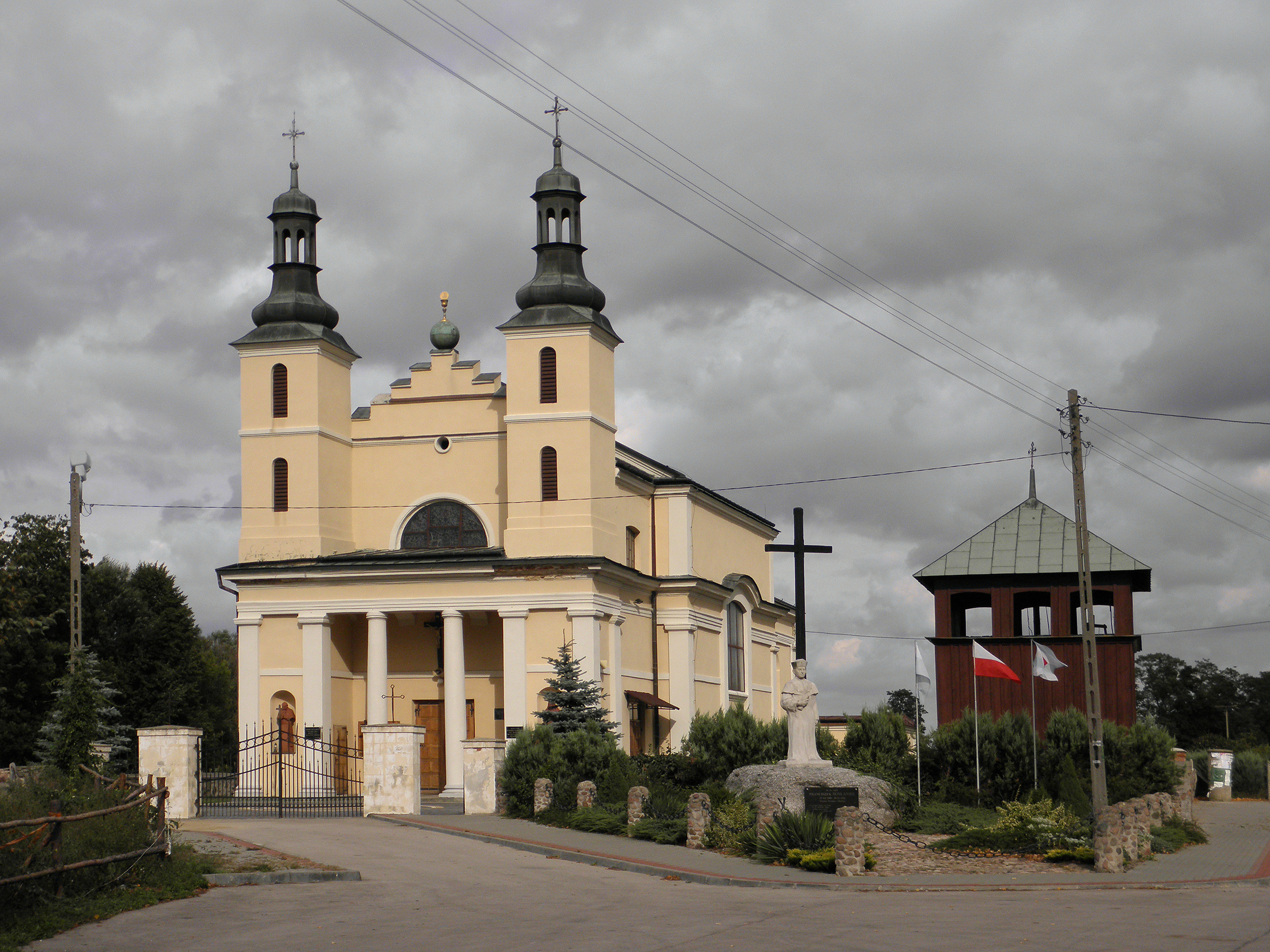
Wyśmierzyce – najmniejsze miasto Polski od reformy 1973 do 2017 (oprócz 1993)

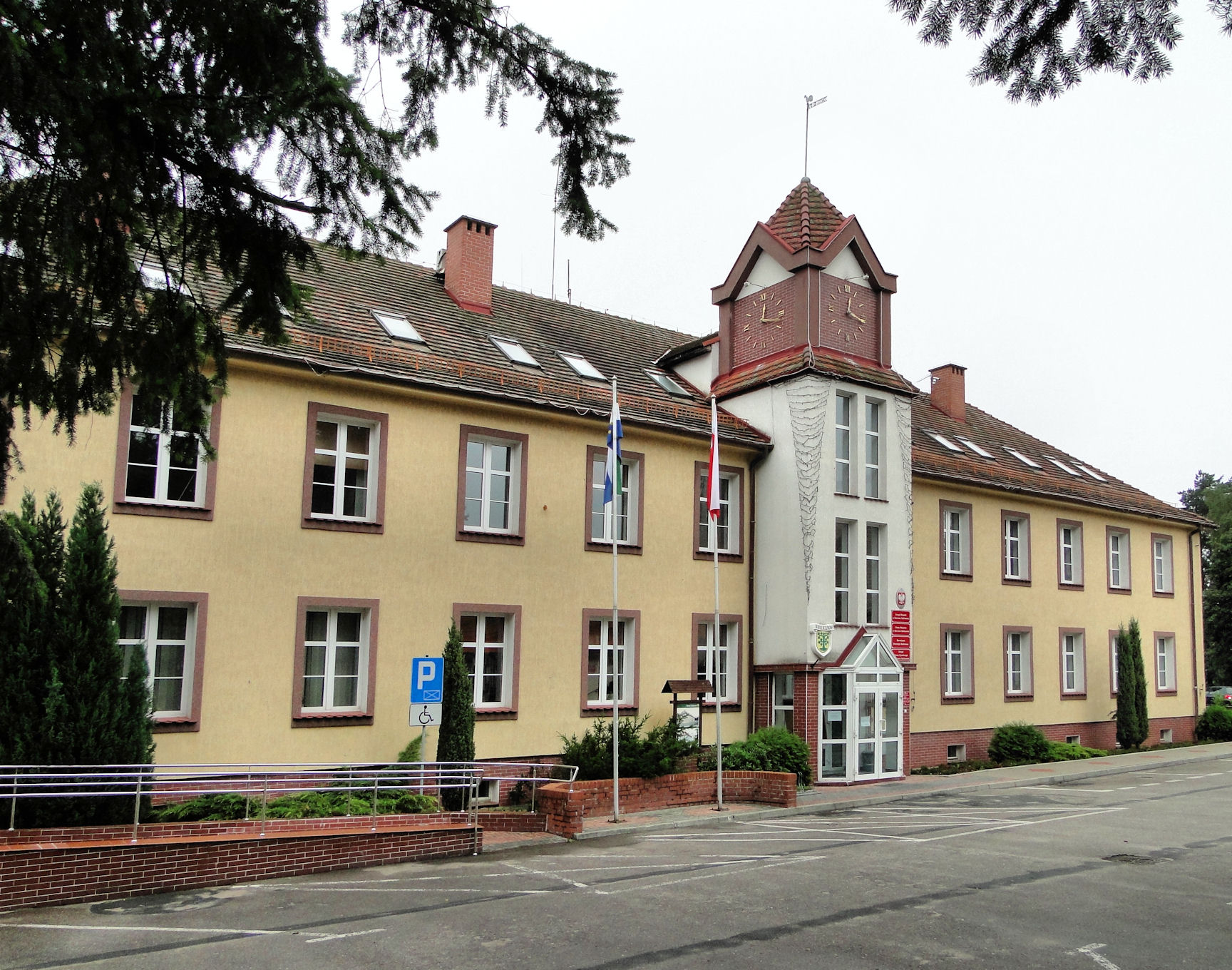
Borne Sulinowo – najmniejsze miasto Polski przejściowo w 1993 roku, po otrzymaniu praw miejskich w trakcie zaludniania poradzieckiego garnizonu na Pojezierzu Drawskim

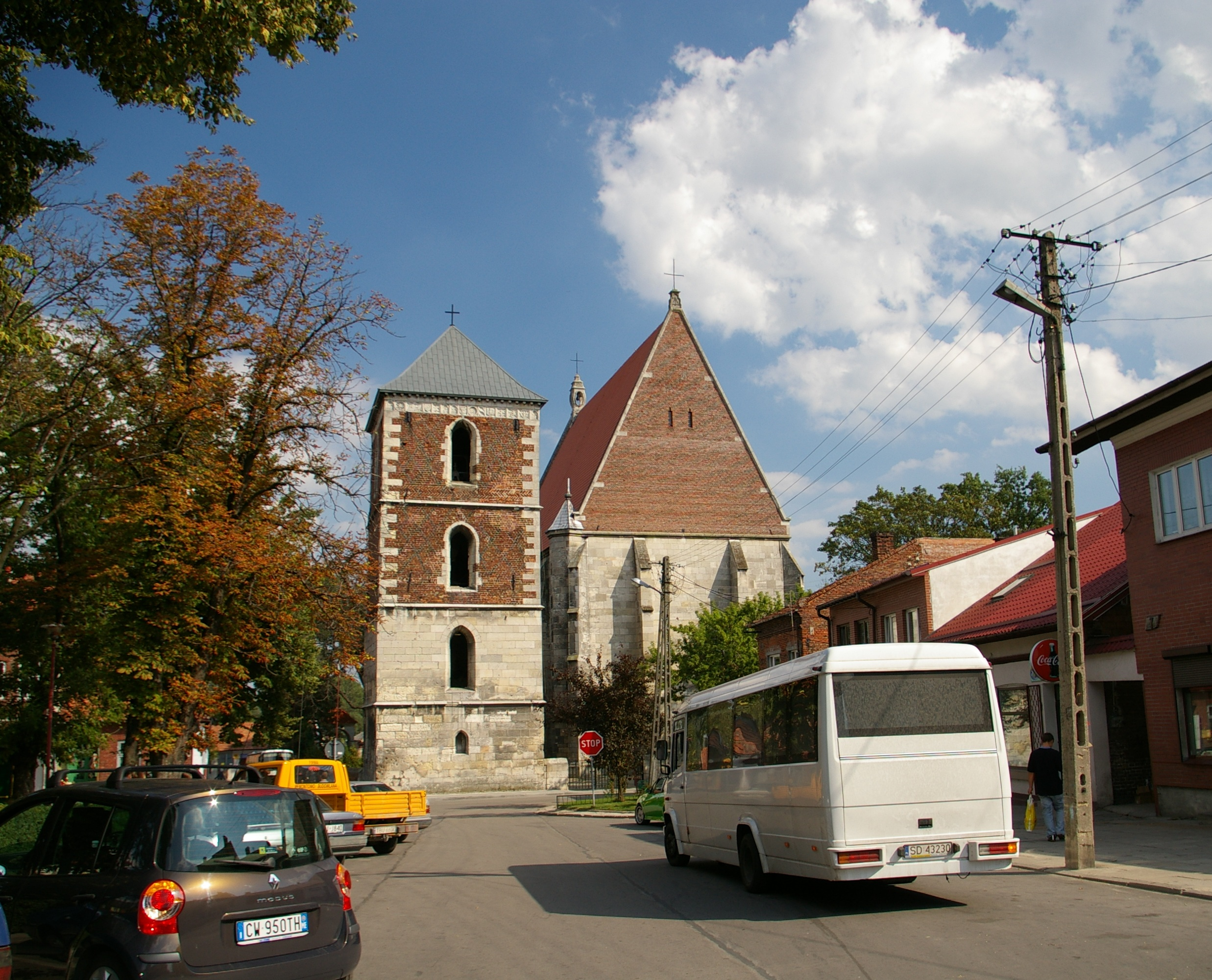
Wiślica – najmniejsze miasto Polski przez jeden rok – w 2018

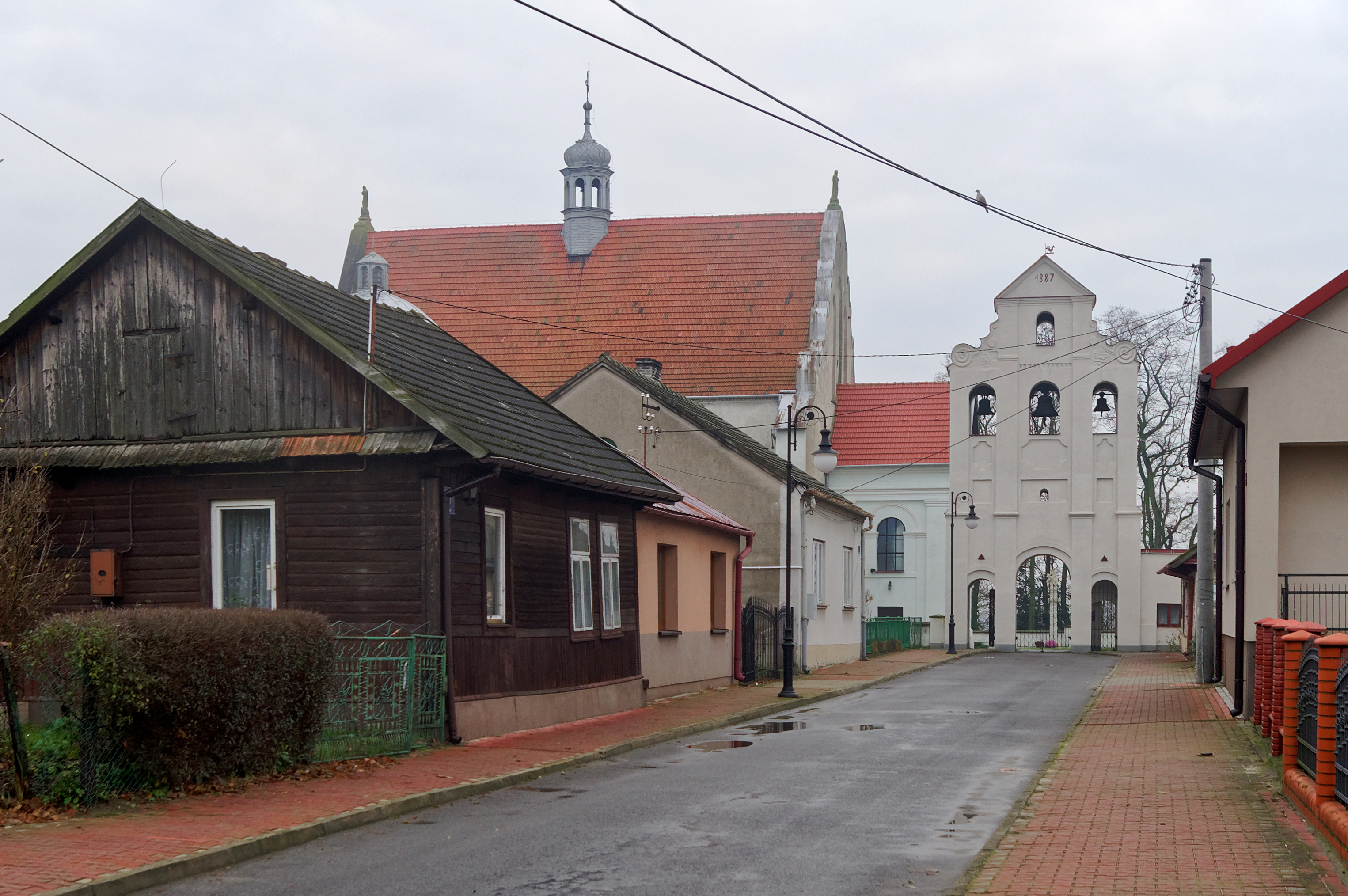
Opatowiec – najmniejsze miasto Polski od 1 stycznia 2019

Najmniejsze miasto Polski – epitet przysługujący miejscowości posiadającej formalny status miasta (dawniej prawa miejskie) i mającej najmniejszą liczbę ludności spośród wszystkich miast znajdujących się w obowiązujących granicach państwowych Polski, w konkretnym momencie w czasie.
Epitet najmniejszego miasta Polski dana miejscowość może otrzymać, jeżeli znane są dane ludnościowe wszystkich jednostek formalnie miejskich według stanu ludności z jednego dnia (dawniej także miesiąca lub roku, z powodu korzystania ze starych danych ludnościowych w przełożeniu na stan administracyjny obowiązujący później).
Obecnie (2025 rok) w Polsce jest 35 miast poniżej tysiąca mieszkańców. Najmniejszym miastem Polski jest Opatowiec (305 mieszkańców). W dalszej kolejności podążają: Kazanów (398), Wiślica (442), Ciepielów (707), Inowłódz (765), Koszyce (765), Gielniów (768), Józefów nad Wisłą (775), Dubiecko (784), Kiernozia (794), Turobin (797), Głowaczów (807), Działoszyce (820), Brody (845), Książ Wielki (850), Wyśmierzyce (864), Bolesławiec (873), Nowy Korczyn (882), Goraj (884), Wąwolnica (887), Bolimów (894), Jadów (895), Przytyk (906)  Solec nad Wisłą (907), Wodzisław (923), Parzęczew (930), Dąbrowice (947), Sienno (948),  Szydłów (951), Suraż (952), Magnuszew (973), Czerwińsk nad Wisłą (975), Bircza (976), Odrzywół (993) i Sobków (997). Najmniejszym miastem powyżej tysiąca mieszkańców jest Grabów (1008).

## Przyczyny istnienia małych miast

### Różnorodność procesów urbanizacji i kompleksowość pojęcia miejskości
Zmiany terytorialne, ludnościowe, ekonomiczne i administracyjne Polski przyczyniały się do, często drastycznych, przemian w strukturze i hierarchii miast, prowadząc do oscylacji w rankingu miast, w tym tych najmniejszych. Podstawowym powodem tego jest fakt, iż miejskości nie określa żaden pojedynczy aspekt, lecz kompleksowość wielu czynników, a co z kolei przyczynia się zarówno do braku umiastowiania wielkich wsi, jak i do kwalifikowania jako miasta miejscowości o niewielkim zaludnieniu.

### Brak rewizji stanu faktycznego w odniesieniu do ideału miejskości
Dwa inne czynniki przemawiają za prawdopodobieństwem obniżania się rozmiaru najmniejszego miasta Polski. Po pierwsze, odbieranie statusu miasta w Polsce, będące dawniej dość częstym zjawiskiem, nie jest praktykowane od lat 70. XX wieku, a ostatnimi miejscowościami pozbawionymi statusu miasta (nie biorąc pod uwagę inkorporacji) były: 1 stycznia 1972 Boleszkowice oraz 1 stycznia 1973 Lędyczek, Miasteczko Krajeńskie i Sulmierzyce (tym ostatnim status miasta przywrócono na skutek protestów 11 miesięcy później, z kolei Miasteczko Krajeńskie odzyskało prawa miejskie 1 stycznia 2023). Jak twierdzi D. Sokołowski, wymiar ten ma charakter historyczny i wiąże się z pozostawieniem praw miejskich osadom, które z różnych przyczyn nie rozwijają się, ale ich miejskość ma wielowiekowe tradycje [i którym] udało się «uchować» do czasów współczesnych bez przykrego doświadczenia degradacji (s. 14).

### Wątki historyczno-emotywne
Drugim, także historycznym, choć odwrotnym czynnikiem jest powoływanie się na tzw. sprawiedliwość dziejową, co jest szczególnie widoczne w przypadku miast zdegradowanych na skutek reformy carskiej z 1869–1870 bądź PRL-owskich degradacji. Jak twierdzi prof. J.L. Siemiński, miasta zdegradowane są „cząstką dziedzictwa kulturowego i narodowego Polski” oraz „świadectwem obcej przemocy, dawnej niesprawiedliwości i obecnego niezrozumienia” (s. 14). Postawa ta jest obecnie szeroko zauważalna w lokalnych mediach i w formalnych wnioskach o przywrócenie statusu miasta, zarówno z pozycji stowarzyszeń historyczno-kulturowych, jak i władz gminnych. Np. jak twierdzi G. Kmita, dawny wójt gminy Szczerców,

Nie zdajemy sobie sprawy, że oto w wolnej Polsce wciąż działa ukaz carski, który był (i nadal jak się okazuje jest) karą za wsparcie Powstania Styczniowego przez powstańców, którzy walczyli o naszą wolność. Rozważamy ekonomiczny wymiar nadania statusu miasta i wymiar prestiżowy, ale czy zgadzamy się z restrykcjami, które spotkały naszych przodków? Przecież gdyby nie ukaz carski, Szczerców wciąż byłby miastem i nikt by się nie zastanawiał, czy nadal powinien być. To nie upadek gospodarczy czy społeczny był powodem utraty praw. Z zawirowaniami historycznymi tutejsza społeczność potrafiła sobie poradzić, ale niesprawiedliwy ukaz wciąż obowiązuje. Czy nie jesteśmy więc winni kolejnym pokoleniom (zwłaszcza tym, które ze względów politycznych nie miały możliwości tej sytuacji zmienić) naprawienia krzywdy dziejowej? Może argumenty zwolenników nadania praw miejskich nie są aż tak przekonywujące, ale ja nie potrafię się pogodzić z myślą, że prawo ustanowione przez tych, którzy odebrali nam suwerenność, wciąż obowiązuje.

Postawa ta jest też widoczna w wypowiedziach i czynach niektórych polityków. Np. według senatora Krzysztofa Słonia „miejscowości skrzywdzone odebraniem praw miejskich po powstaniu styczniowym powinny w naturalny sposób odzyskiwać utracone prawa. To element sprawiedliwości dziejowej”. Poseł Bogdan Latosiński, z kolei, złożył w maju 2017 interpelację w tym celu, twierdząc że przywracanie praw miejskich miastom zdegradowanym wpisuje się „w pryncypia i założenia polityki historycznej prowadzonej przez Rząd Prawa i Sprawiedliwości, której celem jest przywrócenie pamięci o polskich bohaterach, a [co] w praktyce jest (…) obecnie realizowane poprzez działania instytucji państwa polskiego”. Ponieważ większość miast zdegradowanych to bardzo małe miejscowości, ważkość powyższych postaw i uwarunkowań, niezależnie od stopnia rzeczowości czy słuszności, będzie miała wpływ na rozmiar najmniejszego miasta Polski. To z kolei wiąże się z pomieszaniem znaczenia koncepcji miejskości: albo jako neutralne określenie jednostki geograficznej o specyficznej formie bytu, albo jako emotywnie nacechowane pojęcie kulturowe.

## Najmniejsze miasto a kryteria miejskości
Najmniejsze miasta często nie spełniają formalnych kryteriów miejskości, a status miejski zachowują z powodu omyłek proceduralnych bądź braku rewizji stanu faktycznego względem obowiązujących norm (np. przez reformy administracyjne). Może też tak być z powodu umyślnego zaniechania przestrzegania tych norm. Np. w 2006 roku status miasta otrzymał liczący ok. 1500 mieszkańców Zakliczyn, lecz w uzasadnieniu argument ludnościowy został zupełnie pominięty (powołując się na szereg innych uwarunkowań, takich jak posiadanie „klasycznego rynku” czy rozpoczęcie budowy wodociągu), mimo że w tym samym uzasadnieniu odrzucono wniosek Dobrego: „mała liczba ludności (ca 1600 osób) – przyjęte kryterium powyżej 2000 osób”. Mogą do tego też się przyczynić względy partykularne, takie jak lobbing, co np. było głównym powodem umiastowienia w 1983 małego Lipska (rolę tę przypisuje się pochodzącemu z Lipska gen. Mirosławowi Milewskiemu, od 1981 ministrowi spraw wewnętrznych PRL).

### Zaniechanie przestrzegania kryterium ludnościowego po 2010
Do około 2010 roku większość miast formalne wymogi ludnościowe jednak spełniała, po czym nastąpiły stopniowe odstępstwa od tej reguły. Jeszcze w 2006 odrzucono wniosek liczącego 1978 mieszkańców Biskupca, motywując m.in. że jest zbyt mały (o 22 osoby), choć w latach 2015–2018 już tylko 7 z 18 zatwierdzonych miast (39%) warunek ten spełniało. Zdarzały się też nagłe zmiany opinii. W 2012 odrzucono wniosek Stopnicy z powodu małej liczby ludności, lecz już dwa lata później kolejny wniosek Stopnicy został zatwierdzony; podobnie było z Przecławiem (odrzucenie wniosku w 2008 m.in. z powodu małej – 1552 – liczby ludności, i zatwierdzenie kolejnego wniosku rok później).
W latach 1973–2017 najmniejszym pod względem ludności miastem Polski były Wyśmierzyce; 1 stycznia 2017 liczyły 912 mieszkańców, wyprzedzając Działoszyce o zaledwie 14 osób (926 mieszkańców); trzecim miastem, również poniżej tysiąca, był Suraż (983 mieszkańców) (dla porównania Józefosław, największa pod względem ludności wieś Polski, 1 stycznia 2021 liczyła 14,806 mieszkańców). Status najmniejszego miasta Polski Wyśmierzyce utraciły 1 stycznia 2018, kiedy to status miasta odzyskała Wiślica w województwie świętokrzyskim z 503 mieszkańcami, wypierając Wyśmierzyce o 45%. To drastyczne, niespotykane w latach powojennych zaniżenie progu ludnościowego miast (do poziomów niższych niż w II RP), ustanowiło precedens dla innych bardzo małych miejscowości, głównie miast zdegradowanych.
Jak stwierdził M. Dymitrow (2015, p. 95), „owa nagła zmiana dyskursu (tzn. honorowanie wniosków praktycznie każdego małego miasta zdegradowanego powyżej tysiąca ludności o ile spotka się z pozytywnymi – często nieznacznie – konsultacjami lokalnymi) dociera skutecznie do władz gminnych oraz lokalnych stowarzyszeń historyczno-kulturowych. To z kolei sprawia, że możemy spodziewać się jeszcze większego nasilenia restytucji miast w najbliższych latach”. Jak się okazało, już nawet tysiąc mieszkańców nie jest obecnie barierą.
Pozytywne zaopiniowanie w 2017 przez Radę Ministrów wniosków Wiślicy i Józefowa nad Wisłą utworzyło 1 stycznia 2018 dwa kolejne miasta w Polsce poniżej tysiąca ludności. 21 czerwca 2018 Rada Gminy Opatowiec podjęła uchwałę w sprawie podjęcia procedury związanej z nadaniem miejscowości Opatowiec statusu miasta. Konsultacje odbyły się w terminie od 16 do 25 lipca 2018 z przeważającą liczbą głosów za restytucją miasta (98,5% w Opatowcu i 88,0% w pozostałych miejscowościach gminy). 23 października 2018 MSWiA wydało projekt uzupełniający wydane w lipcu rozporządzenie, według którego do grona miast od 1 stycznia 2019 zaliczono dodatkowe cztery miejscowości w woj. świętokrzyskim, w tym Opatowiec. Ostatecznie MSWiA powiadomiło 28 grudnia 2018, że z dniem 1 stycznia 2019 w Polsce przybędzie 10 nowych miast, w tym liczący 329 mieszkańców Opatowiec.

## Zastosowanie komercyjne
Epitet najmniejszego miasta Polski bywa eksploatowany do celów komercyjnych. Lędyczek (Landeck in Westpreußen), który jeszcze pod rządami Niemiec był jednym z najmniejszych miast Rzeszy (w 1939 r. liczył 1010 mieszkańców), po wojnie stał się najmniejszym miastem Polski (266 mieszk.). Przy zupełnym braku przemysłu, jego jedynym atutem był ów epitet. Ewenement ten zaowocował na początku lat 70. współpracą z Warszawą, która – jako miasto największe – objęła Lędyczek patronatem. Jednak status miasta Lędyczka zlikwidowano odgórnie w związku z reformą gminną w 1973 r. Obecnie dyskurs najmniejszego miasta Polski się odradza. Jak twierdzi M. Rapta, radny gminy Okonek z Lędyczka, „przywrócenie Lędyczkowi praw miejskich miałoby wielki wydźwięk promocyjny, bo Wielkopolska miałaby na swoim terenie najmniejsze miasto w Polsce, a może i w Europie”.
Na początku 2006 roku wójt Lipnicy Murowanej Jerzy Piś zadeklarował, że władze gminy od dłuższego czasu myślą o przywróceniu praw miejskich. Przeszkodą jest  kryterium ludnościowe, ponieważ Lipnica ma zaledwie około 800 mieszkańców, choć pod innymi względami spełnia kryteria brane pod uwagę przez MSWiA.  Podkreślił jednak, że "fakt bycia najmniejszym miastem można byłoby wykorzystać w celach promocyjnych".
Z epitetu „Najmniejsze miasto Polski” korzysta Urząd Miasta i Gminy Wyśmierzyce na swojej witrynie internetowej (nadal, w 2018, mimo że nim już nie jest); organizuje także imprezy nawiązujące do nikłego rozmiaru miasta, np. powtarzający się festyn „Najmniejsze miasto – wielcy wykonawcy”. Wiadomość uzyskania przez Wiślicę 1 stycznia 2018 statusu najmniejszego miasta Polski, przyszły burmistrz, A. Krzak, określił jako „Będzie podwójna promocja”, dodając że „swoim znaczeniem w dziejach Polski Wiślica i tak przewyższa wiele dużo większych od siebie miast. Staraliśmy się o prawa miejskie ze względów historycznych, żeby przypomnieć o dawnej świetności”.

## Najmniejsze miasta w różnych okresach
Poniższa tabela (do uzupełnienia) przedstawia najmniejsze miasta Polski według różnych dat i obszarów terytorialnych.
| Najmniejsze miasto Polski | Stan na:   | Ludność | Obszar                                            | Liczba miast | Źródło                   |
| ------------------------- | ---------- | ------- | ------------------------------------------------- | ------------ | ------------------------ |
| Berżniki                  | 1808-XX-XX | 88      | Księstwo Warszawskie                              | 405          | Grossman, 1925           |
| Urszulin                  | 1810-XX-XX | 54      | Księstwo Warszawskie                              | 648          | Grossman, 1925           |
| Wodynie                   | 1830-XX-XX | 140     | Królestwo Kongresowe                              | 440          | Rodecki, 1830            |
| Jarczów                   | 1868-XX-XX | 272     | Królestwo Kongresowe                              | 453          | Dziennik Praw            |
| Dobrzyń nad Wisłą         | 1910-XX-XX | 3008    | Królestwo Kongresowe (same miasta)                | 114          | Rocznik Stat. RP 1920/21 |
| Wolanów (osada miejska)   | 1910-XX-XX | 289     | Królestwo Kongresowe (miasta i osady miejskie)    | 471          | Rocznik Stat. RP 1920/21 |
| Fredropol (miasteczko)    | 1910-XX-XX | 276     | Obszar zaboru austriackiego (miasta i miasteczka) | 368          | Rocznik Stat. RP 1920/21 |
| Szlichtyngowa             | 1910-12-01 | 773     | Obszar zaboru pruskiego                           | 161          | Gemeindelexikon, 1912    |
| Miedzianka                | 1910-12-01 | 600     | Obszar "Ziem Odzyskanych”                         | 448          | Gemeindelexikon, 1912    |
| Jedwabne                  | 1916-12-01 | 728     | Generalne Gubernatorstwo Warszawskie              | 108          | GUS, 1916                |
| Końskowola                | 1916-12-01 | 1358    | Generalne Gubernatorstwo Lubelskie                | 49           | GUS, 1916                |
| Smorgonie                 | 1924-06-15 | 154     | II Rzeczpospolita                                 | 638          | GUS, 1921                |
| Kopanica                  | 1931-12-09 | 640     | II Rzeczpospolita                                 | 636          | GUS, 1931                |
| Książ Wielkopolski        | 1934-08-01 | 928     | II Rzeczpospolita                                 | 603          | GUS, 1931                |
| Sieniawa                  | 1943-03-01 | 881     | Generalne Gubernatorstwo                          | 205          | SAG, 1943                |
| Barść                     | 1946-06-28 | 110     | Powojenny obszar Polski                           | 734          | GUS, 1946                |
| Dziwnów                   | 1947-01-01 | 136     | Powojenny obszar Polski                           | 707          | GUS, 1946                |
| Lędyczek                  | 1948-01-01 | 266     | Powojenny obszar Polski                           | 703          | GUS, 1946                |
| Lędyczek                  | 1950-12-03 | 309     | Obecny obszar Polski                              | 711          | GUS, 1950                |
| Lędyczek                  | 1960-12-06 | 399     | Obecny obszar Polski                              | 745          | GUS, 1960                |
| Lędyczek                  | 1970-12-08 | 545     | Obecny obszar Polski                              | 834          | GUS, 1970                |
| Wyśmierzyce               | 1974-12-31 | 866     | Obecny obszar Polski                              | 836          | GUS, 1974                |
| Wyśmierzyce               | 1988-12-06 | 826     | Obecny obszar Polski                              | 822          | GUS, 1988                |
| Borne Sulinowo            | 1993-10-01 | 134     | Obecny obszar Polski                              | 840          | Drobek, 2002             |
| Wyśmierzyce               | 1995-01-01 | 880     | Obecny obszar Polski                              | 860          | GUS, 1995                |
| Wyśmierzyce               | 1996-01-01 | 884     | Obecny obszar Polski                              | 864          | GUS, 1996                |
| Wyśmierzyce               | 1997-01-01 | 868     | Obecny obszar Polski                              | 870          | GUS, 1997                |
| Wyśmierzyce               | 1998-01-01 | 873     | Obecny obszar Polski                              | 875          | GUS, 1998                |
| Wyśmierzyce               | 1999-01-01 | 888     | Obecny obszar Polski                              | 875          | GUS, 1999                |
| Wyśmierzyce               | 2000-01-01 | 896     | Obecny obszar Polski                              | 880          | GUS, 2000                |
| Wyśmierzyce               | 2001-01-01 | 890     | Obecny obszar Polski                              | 884          | GUS, 2001                |
| Wyśmierzyce               | 2002-01-01 | 921     | Obecny obszar Polski                              | 884          | GUS, 2002                |
| Wyśmierzyce               | 2003-01-01 | 909     | Obecny obszar Polski                              | 884          | GUS, 2003                |
| Wyśmierzyce               | 2004-01-01 | 909     | Obecny obszar Polski                              | 886          | GUS, 2004                |
| Wyśmierzyce               | 2005-01-01 | 884     | Obecny obszar Polski                              | 887          | GUS, 2005                |
| Wyśmierzyce               | 2006-01-01 | 892     | Obecny obszar Polski                              | 889          | GUS, 2006                |
| Wyśmierzyce               | 2007-01-01 | 884     | Obecny obszar Polski                              | 891          | GUS, 2007                |
| Wyśmierzyce               | 2008-01-01 | 881     | Obecny obszar Polski                              | 892          | GUS, 2008                |
| Wyśmierzyce               | 2009-01-01 | 858     | Obecny obszar Polski                              | 897          | GUS, 2009                |
| Wyśmierzyce               | 2010-01-01 | 859     | Obecny obszar Polski                              | 903          | GUS, 2010                |
| Wyśmierzyce               | 2011-01-01 | 873     | Obecny obszar Polski                              | 908          | GUS, 2011                |
| Wyśmierzyce               | 2012-01-01 | 914     | Obecny obszar Polski                              | 908          | GUS, 2012                |
| Wyśmierzyce               | 2013-01-01 | 908     | Obecny obszar Polski                              | 908          | GUS, 2013                |
| Wyśmierzyce               | 2014-01-01 | 906     | Obecny obszar Polski                              | 913          | GUS, 2014                |
| Wyśmierzyce               | 2015-01-01 | 921     | Obecny obszar Polski                              | 915          | GUS, 2015                |
| Wyśmierzyce               | 2016-01-01 | 924     | Obecny obszar Polski                              | 919          | GUS, 2016                |
| Wyśmierzyce               | 2017-01-01 | 912     | Obecny obszar Polski                              | 923          | GUS, 2017                |
| Wiślica                   | 2018-01-01 | 500     | Obecny obszar Polski                              | 930          | GUS, 2018                |
| Opatowiec                 | 2019-01-01 | 329     | Obecny obszar Polski                              | 940          | GUS, 2019                |
| Opatowiec                 | 2020-01-01 | 338     | Obecny obszar Polski                              | 944          | GUS, 2020                |
| Opatowiec                 | 2021-01-01 | 336     | Obecny obszar Polski                              | 954          | GUS, 2021                |
| Opatowiec                 | 2022-01-01 | 313     | Obecny obszar Polski                              | 964          | GUS, 2022                |
| Opatowiec                 | 2023-01-01 | 317     | Obecny obszar Polski                              | 979          | GUS, 2023                |
| Opatowiec                 | 2024-01-01 | 308     | Obecny obszar Polski                              | 1013         | GUS, 2024                |
| Opatowiec                 | 2025-01-01 | 305     | Obecny obszar Polski                              | 1020         | GUS, 2025                |